# الربعة (ردمان)

تعديل مصدري - تعديل

الربعة هي إحدى قرى عزلة غول سليمان بمديرية ردمان التابعة لمحافظة البيضاء، بلغ تعداد سكانها 645 نسمة حسب تعداد اليمن لعام 2004.